# Клоссиус, Вальтер Фридрих
Вальтер Фридрих Клоссиус (нем. Walther Friedrich von Clossius; 1796—1838) — профессор права в Тюбингенском, Дерптском и Гиссенском университетах.

## Биография
Родился в Тюбингене в 1795, а по другим сведениям в 1796 году. Изучал право в Тюбингенском университете (1812—1817). Приобрёл учёные степени магистра философии и доктора обоих прав (1817). Назначен помощником университетского библиотекаря. Получил должность приват-доцента (1818) и назначен членом юрисконсультской коллегии Тюбингенского университета, а в 1819 — членом юридического факультета в качестве экзаменатора. Путешествовал (1819—1820) с научными целями по Германии, Голландии, Франции и Италии. В этом путешествии Клоссиус открыл (1820) в миланской Амвросианской библиотеке значительные отрывки подлинного Феодосианского кодекса. Экстраординарный профессор (1821), ординарный профессор (1823) права в Тюбингенском университете. Совет Дерптского университета (1824) избрал Клоссиуса ординарным профессором кафедры уголовного права, уголовного судопроизводства, истории прав и юридической словесности.
Посетил для изучения библиотеки Пскова, Петербурга, Новгорода, Москвы и Киева. Продолжительное и основательное изучение русских библиотек привело Клоссиуса к мысли о написании истории библиотек Российской империи с древнейших времён. Он занялся составлением этого сочинения и, предполагая изложить его в трёх томах, подготовил к печати первый том (1837), но, при переходе на службу из Дерптского в Гиссенский университет в том же году, не имел возможности приступить к печатанию, а в начале 1838 умер, и начатое сочинение со всеми материалами исчезло бесследно. Живо интересовался вопросом о библиотеке царя Ивана Васильевича Грозного и рассмотрел этот вопрос в отдельной статье, напечатанной на русском и немецком языках.
Клоссиус был четыре года деканом юридического факультета, четыре года — заседателем и четыре года — председателем университетского апелляционного и ревизионного суда в Дерптском университете.
8 января 1837 Клоссиус, по его собственному прошению, вследствие болезни, уволен с должности профессора Дерптского университета. В том же году он поступил ординарным профессором на юридический факультет Гиссенского университета и умер в Гиссене 30 января (10 февраля) 1838.
Клоссиус написал введение к «Corpus juris civilis» (Дерпт, 1829) и «Hermeneutik. des röm. Rechts» (Лейпциг, 1831), трудился над исследованием о юридических источниках Кормчей книги, на которую указал ему Эверс, и с этой целью отправился в путешествие, которое представляет собой любопытную страницу в истории славяно-русской библиографии.